# Komet (1972)
Komet, następnie Vambola – wschodnioniemiecki okręt rozpoznawczy projektu 115 (65.2) (oznaczenie NATO: Kondor), następnie estoński okręt patrolowy. Wszedł do służby w Ludowej Marynarce NRD w 1972 roku jako okręt rozpoznawczy pod nazwą „Komet”. Po zjednoczeniu Niemiec w 1994 roku przekazany Estonii, używany w Estońskiej Marynarce Wojennej (Eesti Merevägi) pod nazwą „Vambola” (M411) jako okręt patrolowy. Wycofany w 1999 roku.

## Budowa
Okręt jednym z dwóch małych okrętów rozpoznawczych projektu 115 (oznaczanego też numerem 65.2): „Komet” i „Meteor”, zaprojektowanych i zbudowanych w Niemieckiej Republice Demokratycznej na bazie trałowca projektu 89.1. Oba okręty rozpoznawcze były w kodzie NATO oznaczane jako typ Kondor I, tak samo jak trałowce. „Komet” został zbudowany jako pierwszy, w stoczni Peene-Werft w Wolgaście, pod numerem 65.201. Brak jest znanych dat budowy, lecz został ukończony i oddany do służby 9 kwietnia 1972 roku.

## Skrócony opis
Okręty rozpoznawcze projektu 115 miały takie same kadłuby i nadbudówki jak trałowce projektu 89.1. Dodatkowe wyposażenie umieszczone było w kontenerach umieszczonych na pokładzie w części rufowej. Na przełomie lat 70/80. między masztem a kominem ustawiono dodatkowe przeszklone stanowisko obserwacyjne (o niewiadomym przeznaczeniu), a za kominem dodano drugi mniejszy maszt z antenami. Okręty miały początkowo wyporność 359 ton (brak bliższego określenia w jakim stanie). Różnice wymiarowe w porównaniu z trałowcami proj. 89.1 były minimalne; długość całkowita wynosiła 52,02 m, szerokość 6,91 m, zaś zanurzenie 2,21 m.
Napęd jednostek, tak samo jak trałowców, stanowiły dwa silniki wysokoprężne 40 DM o mocy po 2000 KM, poruszające dwie śruby. Prędkość maksymalna wynosiła 20 węzłów. Zasięg analogicznych trałowców wynosił 3000 mil morskich przy prędkości 12 węzłów. Załoga początkowo obejmowała 27 osób. W Estonii załoga liczyła 30 osób.
W służbie niemieckiej jednostki nie były uzbrojone, lecz przewidziano na pokładzie dziobowym miejsce do zainstalowania podstawy podwójnie sprzężonego działka przeciwlotniczego kalibru 25 mm 2M-3M na wypadek wojny. W służbie estońskiej po 1994 roku okręt otrzymał takie działko. Bliźniaczy „Sulev” w późniejszym okresie otrzymał także podwójnie sprzężony karabin maszynowy kalibru 14,5 mm za kominem; brak informacji czy uzbrojono w ten sposób wycofanego wcześniej „Vambolę”.
Okręty miały radar nawigacyjny TSR 333. Dalsze wyposażenie radioelektroniczne i obserwacji technicznej w niemieckiej służbie nie jest dokładnie znane, było ono bogate z racji przeznaczenia okrętu, a także zmieniało się w czasie. Miały one stację hydrolokacyjną KLA-58 (jak trałowce) oraz MG-329 z opuszczaną anteną produkcji ZSRR. Prawdopodobnie miały też radziecką stację rozpoznania radioelektronicznego Bizań-4A/B. Były przystosowane do przenoszenia płetwonurków bojowych.

## Służba
„Komet” wszedł do służby w Ludowej Marynarce NRD (Volksmarine) jako pierwszy 4 kwietnia 1972 roku, a miesiąc później dołączył bliźniaczy „Meteor”. Miał przydzielony numer burtowy D 42. Oba okręty były w celu maskowania operacyjnego oficjalnie określone jako okręty badawcze. Ich nazwy były jawne i malowane na burtach na dziobie (co było rzadkością w marynarkach Układu Warszawskiego). Mimo to, na zachodzie ich zadania były znane i były one prawidłowo identyfikowane jako okręty rozpoznawcze.
Po zjednoczeniu Niemiec, „Komet” został 2 października 1990 roku wycofany ze służby Volksmarine, jednakże w odróżnieniu od większości okrętów został przejściowo wraz z okrętem bliźniaczym przejęty przez marynarkę zjednoczonych Niemiec Bundesmarine, pod tą samą nazwą. Został jednak szybko odstawiony do rezerwy z uwagi na brak potrzeb i wymagany remont, po czym wycofany w 1994 roku.
W połowie 1994 roku oba dawne okręty rozpoznawcze zostały przekazane Estonii dla nowo tworzonej Estońskiej Marynarki Wojennej (Eesti Merevägi), lecz istnieją rozbieżności w publikacjach co do konkretnej daty. Dawny „Komet” otrzymał imię „Vambola”, noszone wcześniej przez okręty estońskie (część publikacji odwrotnie przyporządkowuje nazwy). Otrzymał numer burtowy M 411. Używany był jako pełnomorski okręt patrolowy. W 1996 roku „Vambola” był w remoncie. Został wycofany ze służby w 1999 lub 2000 roku, przy czym używany był pod koniec jako magazyn części zamiennych dla bliźniaczego „Suleva”.